# 刘黎明
刘黎明，大连理工大学材料科学与工程学院副院长、教授，主要从事新材料先进连接技术、异种金属焊接工艺等方面的研究工作。入选中华人民共和国教育部2009年度"长江学者"特聘教授。